# 부호혼용
언어학적으로, 부호혼용(符號混用, code-mixing, 코드 믹싱, 코드 뒤섞기)은 대화에서 둘 이상의 언어 또는 방언을 섞어 쓰는 행위를 말한다. 이 경우 하나의 언어가 기저 언어가 되고 다른 언어는 보조적 역할을 하며 기저 언어에 흡수되는 경우가 일반적이다. 상이한 언어를 혼용하지 않고 교대하여 쓰는 것은 부호전환이라 하여 구별된다.